# Kenneth Carlisle
Pour les articles homonymes, voir Carlisle (homonymie).
Kenneth Melville Carlisle (né le 25 mars 1941) est un homme politique au Royaume-Uni. Il est député conservateur de Lincoln de 1979 à 1997.

## Biographie
Né à Hiraethog, Denbighshire, Pays de Galles, il est le fils de Kenneth Ralph Malcolm Peter Carlisle et Elizabeth Mary McLaren. Son père est administrateur puis président de Liebig Extract of Meat Company qui possède les marques Oxo et Fray Bentos. La société est achetée par Brooke Bond en 1970 et Unilever en 1984, et Kenneth Carlisle travaille ensuite dans l'entreprise pendant huit ans de 1966 à 1974. Il fait ses études à la Harrow School et au Magdalen College d'Oxford, où il obtient un BA en droit. Il devient avocat à l'Inner Temple en 1965. En 1974, il reprend l'exploitation d'une ferme arable sur le domaine Wyken près de Stanton dans le Suffolk.
Il est sous-secrétaire d'État parlementaire au ministère de la Défense d'octobre 1990 à mars 1992 et ministre des routes et de la circulation au ministère des transports de mai 1992 à mai 1993. Il est membre du Conseil de la Royal Horticultural Society.
Sa ferme possède un vignoble, une boutique et un restaurant à Leaping Hare. Le vignoble qui possède le raisin Bacchus produit environ 14 000 bouteilles de vin par an. Il s'intéresse à la conservation via le Countryside Stewardship Scheme, notamment celui de la perdrix grise.
Il épouse Carla du Mississippi en 1986. Ils ont un fils, Sam. De 1996 à 1998 et de 2000 à 2012, sa femme écrit la chronique hebdomadaire Spectator pour le magazine Country Life.